# Anna Valleová
Anna Valleová (* 19. červen 1975 Řím) je italská herečka a modelka. V roce 1995 získala titul Miss Itálie.

## Biografie
Narodila se v Římě, do třinácti let žila v Ladispoli. Odtud se po odloučení rodičů společně s matkou a sestrou přestěhovala na Sicílii do Lentini, země původu matky. Studovala klasické gymnázium na Gorgia z Lentini, její první zkušenost s hraním je v řeckém divadle Siracusa, kde interpretuje Myrrhine v Lysistrata od Aristophanes.
Po dokončení střední školy, se zapsala na Právnickou fakultu University of Catania. Pracovala v obchodě své matky, v roce 1995 Anna přerušuje kvůli závazkům vyplývajícím ze zisku titulu Miss Italy, svá studia. V roce 1996 je účastnicí Miss Universe. Ve stejném roce se poprvé objevila ve videoklipu písně Giovane amante mia od Gianniho Morandi.
Její sen být herečkou se tak může díky velké popularitě naplnit, interpretuje některé telenovely při studiu herectví na Blue divadlo Beatrice Bracco, je vybrána pro hlavní roli v TV dramatu Commesse (1999), se Sabrinou Ferilliovou a Nancy Brillovou. Později se objevuje v jiných televizních dramatech, hlavní roli zahrnující: Turbo (2000), Srdce (2001), Papež Jan a pro lásku z roku 2002, Augusto a Soraya 2003, Roční období srdce (2004), Callas a Onassis (2005), Útěk ke svobodě - Letec (2008), Mlhy a zločiny 3 (2009). V roce 2005 se vrací do divadla.
Úspěšnost italských beletrií v zahraničí je velmi známá v různých evropských zemích, speciálně v Německu, kde se v roce 2000 natočila jedna řada sci-fi, Aeon - Countdown im All. Po natáčení krátkometrážního filmu Dvě červené panenky Alessandra Ingargiola v roce 1996, se objevuje na plátně v celovečerním filmu Le faremo tanto male (1998) od Pina Quartulla, následují - 2001 Sottovento! od Stefana Vicaria, 2007 SoloMetro od Marca Cucurnia, 2008 Misstake od Filippa Cipriano a film s názvem Primo Carnera od Renza Martinelli, o životě boxera Primo Carnera vysílán ve dvou epizodách na Canale 5 s názvem Carnera - Il campione più grande.
V roce 2010 natáčí minisérii Atelier Fontana - Sestry módy, ve které hraje jednu ze tří švadlenek, další dvě hrají Alessandra Mastronardiová a Federica De Colaova. Televizní minisérie měla velký úspěch na Rai Uno, odvysílané 27. a 28. února 2011 v podvečer, sledovanost 9 a půl milionu diváků. Od 12. října 2011 na Canale 5 se minisérie Láska a pomsta s Alessandrem Preziosi, režisérem Raffaelem Mertesem, těší velkému úspěchu u diváků.
V létě 2012 se připojila k Brunu Vespovi v edici 2012 Cena Campiello s ní Gigliola Cinquettiová a Arisa. V roce 2012 převzala roli Anny Ferrarisové, hlavní postavy beletrie RAI Tato naše láska, znovu potvrzená v roce 2014 a 2018 Tato naše láska 70 a Tato naše láska 80. V roce 2013 se s Alessandrem Preziosi vrací k novým epizodám fikce „Láska a odplata“ ve které hraje postavu Laury Castellani. V roce 2017 je v televizi s minisérií Sestry ve které hraje hlavní postavu Chiary.
Od 7. ledna 2019 je v televizi jako Irene, učitelka hudby a bývalá manželka dirigenta Luca Marioni, kterou hraje Alessio Boni, v beletrii La Compagnia del Cigno, napsaná a režírovaná Ivanem Cotroneo, vysílána Rai1 ,
kde se vypráví příběh sedmi chlapců, kteří navštěvují konzervatoř Giuseppe Verdiho v Miláně.
Anna Valle již nějakou dobu přidává divadelní interpretaci k televizní interpretaci. V průběhu několika let hrála v různých rolích.

## Osobní život
Od roku 2008 je vdaná za právníka a produktora z Vičenze Ulisse Lendaro, má s ním dceru Ženevu a syna Leonarda.
Roky se angažuje v sociální oblasti, je členkou různých asociací jako Mission Bambini a Change Onlus .

## Filmografie
- Le due bambole rosse (1996)
- Le faremo tanto male (1998)
- Commesse (1999)
- Tutti per uno (1999)
- Turbo (1999) - (2000)
- Giochi pericolosi (2000)
- Trillenium (2000)
- Aeon - Countdown im All (2000) - (2001)
- Cuore (2001)
- La memoria e il perdono (2001)
- Sottovento! (2001)
- Per amore (2002)
- Jan XXIII. - papež míru (2002) - Rosa
- Soraja (2003) - Soraya Esfandiary-Bakhtiari
- Augustus, první císař římský (2003) - Kleopatra
- Le stagioni del cuore (2004)
- Callasová a Onassis (2005)
- Era mio fratello (2007)
- Carnera: The Walking Mountain (2007) - Pina Kovacicová
- SoloMetro (2007)
- MissTake (2007)
- Carnera - Il campione più grande (2008)
- Nebbie e delitti (2009)
- Atelier Fontana - Le sorelle della moda (2011)
- Un amore e una vendetta (2011)
- Barabba (2012)
- Mister Ignis - L'operaio che fondò un impero (2014)
- Tango per la libertà (2016)
- Sorelle (2017)
- L'età imperfetta (2017)
- La Compagnia del Cigno (2019)